# マイケル・ウェストン
マイケル・ウェストン（Michael Weston、本名：マイケル・ジョン・ルービンシュタイン （Michael John Rubinstein） 1973年10月25日 - ）は、ニューヨーク州ニューヨークの出身の俳優。カリフォルニア州ロサンゼルス在住。

## 来歴
1973年10月25日にニューヨークに、俳優・作曲家・監督の父ジョン・ルービンシュタインと、女優の母ジュディ・ウェストのもとに生まれる。（後に両親は離婚する。）父方の祖父はピアニストのアルトゥール・ルービンシュタインである。また、父方の曽祖父は指揮者・ヴァイオリニスト・作曲家のエミル・ムイナルスキである。
ノースウェスタン大学で演劇を専攻した。

## 出演作品

### 映画
| 公開年 | 邦題 原題                        | 役名                  | 備考 |
| ------ | -------------------------------- | --------------------- | ---- |
| 2000   | ラッキー・ナンバー Lucky Numbers | ラリー                |      |
| 2008   | ドクターズ・ハイ Pathology       | 研修医 ジェイク・ガロ |      |
| 2009   | GAMER Gamer                      | プロデューサー        |      |

### テレビシリーズ
| 放映年    | 邦題 原題                                                            | 役名                                | 備考                                                                                            |
| --------- | -------------------------------------------------------------------- | ----------------------------------- | ----------------------------------------------------------------------------------------------- |
| 2006      | ER緊急救命室 ER (TV series)                                          | レイフ・ヘンドリックス              | シーズン12 エピソード22、シーズン13 エピソード1                                                 |
| 2007      | LAW & ORDER:性犯罪特捜班                                             | サイモン・マースデン                | シーズン8 エピソード16・19・22 （合計3エピソード）                                              |
| 2007      | サイク/名探偵はサイキック? Psych                                     | カウンセラー アダム・ホルンストック | シーズン1 エピソード12                                                                          |
| 2008-2010 | Dr.HOUSE House (TV series)                                           | 私立探偵 ルーカス・ダグラス         | シーズン5 エピソード2・3・5、シーズン6 エピソード6〜8・11〜13・17（合計10エピソード）           |
| 2009      | CSI:科学捜査班 CSI: Crime Scene Investigation                        | ライアン・モートン                  | シーズン9 エピソード15 （1人4役）カーステン・ペニングトン、トリップ・リンソン、ガレス・モートン |
| 2009      | バーン・ノーティス Burn Notice                                       | スペンサー・ワトコフスキー          | シーズン3 エピソード5                                                                           |
| 2011      | NCIS:LA 〜極秘潜入捜査班 NCIS: Los Angeles                           | ジョン・クイン刑事                  | シーズン3 エピソード10                                                                          |
| 2011      | CSI:ニューヨーク CSI: NY                                             | フランク・ウォーターズ              | シーズン8 エピソード9                                                                           |
| 2012      | ホワイトカラー White Collar (TV series)                              | デヴィッド・クック                  | シーズン4 エピソード3                                                                           |
| 2012      | LAW & ORDER：性犯罪特捜班                                            | サイモン・マースデン                | シーズン13 エピソード16 （シーズン8と合計4エピソード）                                          |
| 2014      | サイク/名探偵はサイキック? Psych                                     | カウンセラー アダム・ホルンストック | シーズン8 エピソード3 （シーズン1と合計2エピソード）                                            |
| 2015      | エレメンタリー ホームズ&ワトソン in NY Elementary (TV series)        | オスカー・ランキン                  | シーズン3 エピソード16・24 （合計2エピソード）                                                  |
| 2016      | フーディーニ&ドイルの怪事件ファイル 〜謎解きの作法〜 Houdini & Doyle | ハリー・フーディーニ                | スティーヴン・マンガンとのW主演 （合計10エピソード）                                            |
| 2018      | HAWAII FIVE-0 Hawaii Five-0                                          | オリヴァー・マシス                  | シーズン8 エピソード6                                                                           |
| 2018      | レジデント 型破りな天才研修医 The Resident (TV series)               | ゴードン・ペイジ                    | シーズン2 エピソード4・5・8・9・10・11                                                          |
| 2020-     | レポーター・ガール Home Before Dark                                  | フランク・ブリッグス・ジュニア      | メインキャスト                                                                                  |

## 私生活
2010年6月に、シンガーソングライターのプリシラ・アーン(Priscilla Ahn)と結婚。
2015年10月24日に、第一子となる男児が誕生。リヴァー(River)と命名。
2018年には、第二子となる男児が
誕生。
ボウイ (Bowie)  と命名。